# Schwerbach
Schwerbach település Németországban, Rajna-vidék-Pfalz tartományban. Lakosainak száma 50 fő (2023. december 31.). Schwerbach Sohrschied, Gösenroth és Oberkirn községekkel határos.

## Népesség
A település népességének változása:
| Lakosok száma | 46   | 51   | 48   | 49   | 50   | 50   |
|               | 1975 | 2017 | 2019 | 2021 | 2022 | 2023 |